# Cele 21 de cereri ale MKS
Cele 21 cereri de MKS (poloneză: 21 postulatów MKS) a fost o listă de revendicări emisă la 17 august 1980 de către Comitetul de Grevă Inter-uzine (Międzyzakładowy Komitet Strajkowy, MKS) în Polonia.

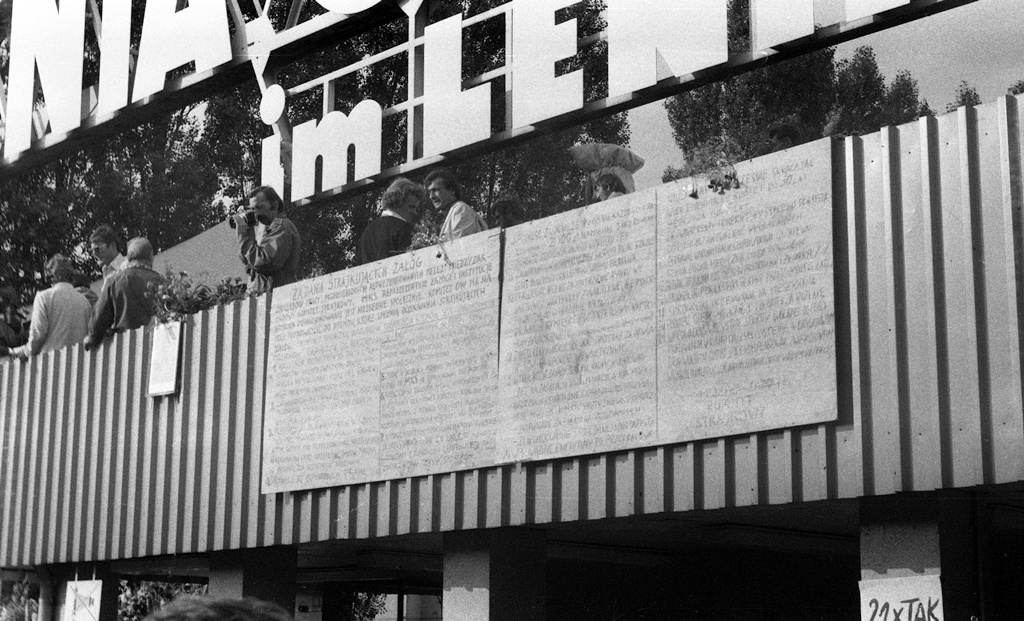
Tabele cu cele 21 de cereri expuse la intrarea pe poarta Șantierului Naval Lenin în august 1980

Prima cerință a fost dreptul de a crea sindicate independente. Alte cereri au chemat guvernul să respecte drepturile și libertățile constituționale, să elimine privilegiile pentru membrii Partidului Muncitoresc Unit Polonez și să ia măsuri în vederea îmbunătățirii condițiilor economice ale cetățenilor polonezi. Revendicările au dus, în cele din urmă, la Acordul de la Gdańsk și la crearea Solidarității.
Carta a fost scrisă pe două scânduri de lemn și atârnată pe porțile șantierului naval la 18 august 1980. Pentru a marca prima aniversare a grevei cererile au fost expuse în Muzeul Maritim din Gdańsk. A doua zi după ce legea marțială a fost decretată un funcționar de la muzeu le-a ascuns în podul casei lui, unde au rămas până în 1996. Acum adăugate la Muzeul Memoriei Lumii, acestea pot fi găsite adăpostite la expoziția Drumul spre Libertate al Gdańsk-ului.

## Text
„
1.  Acceptarea sindicatelor libere independente de Partidul Comunist și a întreprinderilor, în conformitate cu Convenția nr. 87 a Organizației Internaționale a Muncii privind dreptul de a forma sindicate libere. 
2. Garanția dreptului la grevă și a securității greviștilor. 
3. Respectarea garanției constituționale a libertății de exprimare, a presei și de publicare, inclusiv libertatea pentru editorii independenți, precum și disponibilitatea mass-media pentru reprezentanții tuturor religiilor. 
4. O revenire la vechile drepturi pentru: 1) Persoanele concediate de la locul de muncă după grevele din 1970 și 1976. 2) Studenții exmatriculați din cauza opiniilor lor. Eliberarea tuturor prizonierilor politici, printre care Edmund Zadrozynski, Jan Kozlowski și Marek Kozlowski. Oprirea reprimării individului din cauza convingerilor personale. 
5. Disponibilitatea mass-media cu privire la informațiile despre formarea Comitetul de Grevă Inter-uzine și publicarea cererilor sale. 
6. Scoaterea țării din situația de criză prin următoarele mijloace: a) facilitarea accesului la informații publice complete cu privire la situația social-economică. b) permiterea tuturor claselor sociale să participe la discutarea programului de reformă.
7. Compensații pentru toți lucrătorii care participă la grevă pentru perioada grevei.
8. O creștere a remunerației fiecărui lucrător cu 2.000 de zloți pe luna.
9. Garantarea creșterii automate a remunerației ținând cont de creșterea prețurilor și scăderea venitului real. 
10. O aprovizionare completă cu produse alimentare pentru piața internă, cu exporturi limitate la surplusuri. 
11. Introducerea de cupoane de alimente pentru carne și produse din carne (până când piața se stabilizează).
12. Eliminarea prețurilor comerciale și a vânzărilor pentru valute occidentale în așa-numitele companii de export interne.
13. Selectarea personalului de conducere pe baza calificărilor, nu a calității de membru de partid și eliminarea privilegiilor pentru poliția de stat, serviciul de securitate și aparatul de partid prin egalizarea alocațiilor familiale și eliminarea vânzărilor speciale etc. 
14. Reducerea vârstei de pensionare pentru femei la 50 de ani și pentru bărbați la 55 de ani, sau (indiferent de vârstă), după ce a lucrat timp de 30 de ani (pentru femei) sau 35 de ani (pentru bărbați).
15. Conformitatea pensiilor vechi cu ceea ce a fost efectiv plătit. 
16. Îmbunătățirea condițiilor de lucru în serviciul de sănătate. 
17. Asigurarea unui număr rezonabil de locuri în centrele de îngrijire de zi și grădinițe pentru copiii mamelor care lucrează. 
18. Concediul de maternitate plătit timp de trei ani.
19. O scădere a perioadei de așteptare pentru apartamente. 
20.' O creștere a alocației pentru navetiști la 100 zloți.
21. O zi de odihnă sâmbătă. Lucrătorii din sistemul brigadă sau din cele locuri de muncă non-stop urmează să fie compensați pentru pierderea sâmbetei libere cu alte zile libere sau cu ore plătite.
”